# Paracaesio paragrapsimodon
Paracaesio paragrapsimodon là một loài cá biển thuộc chi Paracaesio trong họ Cá hồng. Loài này được mô tả lần đầu tiên vào năm 1992.

## Từ nguyên
Từ định danh paragrapsimodon được ghép bởi hai âm tiết trong tiếng Hy Lạp cổ đại: paragrapsimos ("đặc biệt") và odon ("răng"), hàm ý đề cập đến răng nanh nhô ra đáng kể ở cả hai hàm ở loài này.

## Phân bố
P. paragrapsimodon mới chỉ được biết đến tại ngoài khơi Pohnpei (Liên bang Micronesia) và Port Moresby (Papua New Guinea.
P. paragrapsimodon được thu thập ở độ sâu khoảng từ 200 đến 400 m.

## Mô tả
Chiều dài cơ thể (tiêu chuẩn) lớn nhất được ghi nhận ở P. paragrapsimodon là 27,5 cm. Cá có màu xanh lam óng. Phần gần gốc ở vây lưng và vây hậu môn màu vàng nhạt; màu vàng kéo dài đến lưng và nửa trên cuống đuôi. Màu vàng còn xuất hiện giữa mỗi thùy đuôi và ở rìa sau của vây đuôi.
Số gai ở vây lưng: 10; Số tia vây ở vây lưng: 10; Số gai ở vây hậu môn: 3; Số tia vây ở vây hậu môn: 8; Số tia vây ở vây ngực: 17; Số vảy đường bên: 69–70.